# Rudolf Dreikurs
Rudolf Dreikurs (* 8. Februar 1897 in Wien, Österreich-Ungarn; † 25. Mai 1972 in Chicago) war ein österreichisch-amerikanischer Psychiater, Pädagoge und Psychologe und Vertreter der Individualpsychologie.

## Leben
Rudolf Dreikurs studierte in Wien Medizin. Die Wiener Jugendbewegung weckte in ihm das Gefühl für die gesellschaftliche Verantwortung und das Interesse an der Jugend. Als Student organisierte er sozialistische Medizinstudenten und war Universitätsvertreter im Wiener Arbeiterrat. Dort lernte er den damaligen stellvertretenden Vorsitzenden des Arbeiterrates des ersten Bezirks, Alfred Adler, kennen. Dreikurs war beeindruckt, wie Adler die Erfahrungen aus Psychiatrie und Psychotherapie für die Erziehung nutzbar machte und wie er die soziale Frage in seiner Lehre einbezog. Nach Studium und Promotion widmete sich Dreikurs Fragen der sozialen und geistigen Hygiene und begann um 1930 intensiv an individualpsychologischen Projekten im Rahmen der ärztlichen Arbeitsgemeinschaft mitzuarbeiten. Er hielt Referate, führte Kurse durch und publizierte eine Reihe von Artikeln. 1932 erschien sein erstes Buch Das nervöse Symptom. Das Buch Einführung in die Individualpsychologie fand 1933 wegen des Nationalsozialismus im Deutschen Reich keine Verbreitung mehr und konnte erst 1969 unter dem Titel Grundbegriffe der Individualpsychologie wieder erscheinen.
Aus Sorge vor der politischen Entwicklung im Austrofaschismus emigrierte Dreikurs 1937 über Brasilien in die USA. Dort war er Herausgeber der Individual Psychology News und des Individual Psychology Bulletin und Gründer des American Journal of Individual Psychology. Ab 1942 war er Professor für Psychiatrie in Chicago. Das von ihm gegründete Alfred Adler Institute in Chicago hat heute Universitätsstatus. Dreikurs setzte in den USA die Wiener Tradition der Verbindung von Neurosenprophylaxe und Lehrerausbildung fort, fand Zugang zu Ärzten, Psychiatern und Lehrern und gründete Kinder- und Elternberatungsstellen. Er wurde durch seine zahlreichen, allgemeinverständlichen Bücher insbesondere zur Lehrerausbildung weit über die USA hinaus bekannt. Auf der Grundlage der Individualpsychologie entwickelte er eine eigene psychotherapeutische Schule, die Teleoanalyse. Ab 1962 führte er regelmäßig internationale Ferienkurse (ICASSI) für individualpsychologisch interessierte Lehrer, Ärzte, Psychologen und andere Berufe durch.

## Werk
Dreikurs schrieb über 170 wissenschaftliche und allgemeinverständliche Bücher und Artikel.
„Kinder zu verstehen, sie zu beeinflussen und ihre Fehler zu verbessern, erfordert Einsicht in die Entwicklung der Persönlichkeit, denn von unseren Ansichten über die menschliche Natur und besonders von unseren Vorstellungen darüber, wie Kinder wachsen und zu dem werden, was sie sind, wird unser Verhalten ihnen gegenüber bestimmt sein.
Der Wunsch, Teil einer Gruppe zu sein, liegt jedem Menschen wesensgemäß zugrunde. Denn er ist ein soziales Wesen und kann als solcher nur innerhalb einer Gruppe voll funktionieren. Solange er sich zugehörig fühlt, kann er seine Energien für die Forderungen der gegebenen Situation einsetzen, wobei Grad und Ausmaß des Dazugehörens von der Entwicklung seines Gemeinschaftsgefühls abhängen, wie Adler es nannte. Der Mensch wird also bereits mit der Möglichkeit geboren, als soziales Wesen zu wirken und das notwendige Gemeinschaftsgefühl zu entwickeln. Voll entwickelt schließt dieses nicht nur das Bewusstsein ein, einen Platz zu haben, sondern auch die Fähigkeit und Bereitschaft, eine konstruktive Rolle im Leben zu spielen. Es ist die Grundlage für das, was man „Normalität“ nennen kann, die Grundlage der Zusammenarbeit und Erfüllung. Ungenügend entwickeltes Gemeinschaftsgefühl schränkt die soziale Funktion ein." (Rudolf Dreikurs in Psychologie im Klassenzimmer, z. B. bei Klett-Cotta, 2003, S. 32) und
"(…) Aus seinen Erlebnissen mit der inneren und äußeren Umgebung zieht das Kind Schlüsse, wie es mit anderen am besten zusammenleben kann. Seine allgemeine Einstellung zum Leben bildet seinen Lebensstil oder Lebensplan. Er ist der Schlüssel zur Persönlichkeit jedes Individuums und umfasst die Einheit seiner Individualität. Alle Handlungen und jede Haltung sind nur Seiten dieses allgemeinen Lebensstils, der auf der bewertenden Grundeinstellung und inneren Meinung des Kindes von sich selbst und seinen Fähigkeiten beruht“. (Rudolf Dreikurs in Psychologie im Klassenzimmer, z. B. bei Klett-Cotta, 2003, S. 34)  
Einer breiteren Öffentlichkeit wurde Dreikurs durch seine Erziehungsratgeber bekannt, die er zum Teil mit seinen Mitarbeitern verfasst hat. Kinder fordern uns heraus: wie erziehen wir sie zeitgemäß?, Kinder lernen aus den Folgen und Disziplin ohne Tränen sind Werke, die sich der Erziehung in der Familie widmen.

## Schriften (Auswahl)
- mit Vicki Soltz: Children: The Challenge. 1966
  - mit Vicki Soltz: Kinder fordern uns heraus : wie erziehen wir sie zeitgemäß?. Übersetzung Erik A. Blumenthal. Vorwort Jan-Uwe Rogge. Stuttgart : Klett-Cotta, 19. Auflage, 2014
- Rudolf Dreikurs: Rudolf Dreikurs. In: Ludwig J. Pongratz (Hg.): Psychotherapie in Selbstdarstellungen. Verlag Hans Huber, Bern 1973